# Zapotiltic
Zapotiltic è un comune del Messico, situato nello stato di Jalisco.